# Língua pastó
O pastó ou pachto (پښتو, AFI: [pəʂ'to]), também conhecido como afegão ou afegane (verificam-se, por vezes, os estrangeirismos pashto, pashtu, pashtun, pushtu, pushto, pushtun ou pashtoe, em algumas fontes) é uma das línguas nacionais do Afeganistão (a outra é o persa dari) e um dos idiomas oficiais das províncias ocidentais do Paquistão. Integrante da família das línguas iranianas, a língua pastó é falado pelos pastós (pachtuns), os "afegãos étnicos", que residem principalmente tanto no Afeganistão quanto nas províncias ocidentais do Paquistão.
O pastó é escrito com uma versão modificada do alfabeto persa-arábico.

## Etimologia
O termo vernáculo pastó ocorre em português desde os primeiros dicionários da língua portuguesa - estava já na primeira edição do Dicionário de Caldas Aulete, publicada em 1881, e continua até hoje no Aulete como sinônimo de etnia e língua afegã. Também estava no Dicionário Brasileira da Língua Portuguesa, na primeira edição do Vocabulário Ortográfico da Língua Portuguesa da Academia Brasileira de Letras organizada por Antônio Houaiss, no grande dicionário de inglês-português de Houaiss, no Michaelis e nos dicionários portugueses da língua.
Segundo o Dicionário Houaiss, a forma vernácula nos terá chegado pelo inglês pashto ou pelo francês pachto, vindo da palavra patxto - nome da etnia na própria língua pastó. Antigamente, os pastós eram chamados "afegãos", e a etnia pastó era chamada "etnia afegã", e a língua pastó, língua afegã. Em tempos mais recentes, a versão aportuguesada de pashto tornou-se mais necessária, para diferenciar a população total do Afeganistão, composta não apenas por "afegãos étnicos" (pastós), mas também por tadjiques, persas, etc, do grupo específico pastó.
Por sua vez o gentílico "afegão", segundo Houaiss, corresponde ao aportuguesamento (1949) do inglês "Afghan" e do francês "afghan", formas provavelmente oriundas do persa afghan.

## Classificação
O pastó pertence ao subgrupo indo-ariano nordeste do ramo indo-ariano da família indo-europeia. É aparentado com o osseta, língua falada no Cáucaso.

## Distribuição geográfica
O pastó é falado por cerca de 28 milhões de pessoas nas províncias paquistanesas de Caiber Paquetuncuá e do Baluchistão, bem como no Território federal das Áreas Tribais. Também é empregado por mais de 12 milhões de pessoas no sul, leste e em algumas províncias do nordeste, no Afeganistão. Aproximadamente 776 000 pastós falam a língua em pequenos bolsões na Índia.

## Dialetos
Em função da vida em áreas montanhosas, com fracas inter-relações socioeconômicas e também por outros fatores lingüísticos e históricos, há muitos dialetos do pastó. Há, porém dois grupos predominantes:
- Suave, leve, do Norte-Oeste; com sub-dialetos Ghilzai e Durani
- Forte, pesado, do Norte-Leste; com sub-dialetos Kohat (Khatak), Yusufzai (Penshawar), Afrid, Shinwari, Mohmand, Shilmani;

Os dois grupos São 80% simétricos entre si, as diferenças estando principalmente no uso de certas vogais e sons.

## Gramática
A língua pastó tem estrutura de sentenças S-O-V, é ergativa absolutival; os adjetivos vêm antes dos substantivos. Os adjetivos e substantivos variam em número, nos dois gêneros (masculino, feminino) e nos casos direto e oblíquo.
O caso direto é usado no tempo presente para sujeito e objeto direto. O caso oblíquo é usado depois de pré- e pósposições e também no tempo passado, como sujeito de verbos transitivos.
Há um único artigo para ambos gêneros e ambos números, bem como os demonstrativos “este”, “aquele” mais usados do que os artigos.
O sistema de verbos é bem complexo e inclui:
- Presente simples
- Presente perfeito
- Subjuntivo
- Passado simples
- Passado progressivo
- Passado perfeito

### Exemplos
- Nota – Todos transliterados no dialeto de Cabul;

Examplos fases intransitivas, usando o auxiliar equivalente a “Ir”;
Imperativo - 2a pessoa do masculino singular
- khawanze/shawanze  ta dza! ou khawanze/shawanze ta lāṛ ša!
- "Escola ir" – "Vá para escola!"

Imperativo - 2a pessoa do masculino plural:
- khawanze/shawanze ta lāṛ šəy!
- "Vá para escola!"

Presente simples:
- zə khawanze/shawanze ta dzəm.
- "Eu escola vou" – "Eu vou à escola."

- zə ğwāṛəm če khawanze/shawanze ta lāṛ šəm.
- "Eu quero à escola ir" (masculino "eu" – forma verbal) – "Eu quero ir à escola".

Presente perfeito:
- zə khawanze/shawanze  ta tləlay yəm.
- "Eu escola (já) fui (masculino forma verbal) sou" – "Eu fui à escola".

Passado simples:
- zə khawanze/shawanze ta wəlāṛəm.
- "Eu escola para fui" - "Eu fui à escola."

Passado perfeito:
- zə khawanze/shawanze ta tləlay wəm.
- "Eu escola ter ido" (Masculino, forma verbal) era – "Eu (terminei de) ir a escola."

Passado progressivo:
- zə khawanze/shawanze ta makh kay talay um.
- "Eu escola para estava indo" – "Eu estava indo à escola ou eu costumava ir à escola."

Examplos de frases transitivas usando o verbo “comer” "xwaṛəl":
Imperativo (2a singular):
- Panir wəxora!
- "Queijo comer" – "Coma o queijo!"

- Panir məxora!
- "Queijo não comer" – "Não coma o queijo!"

Imperativo (2ª plural):
- Panir wəxorəy!
- "Queijo comer – Comam o queijo!"

- Panir məxorəy!
- "Queijo não comer" – "Não comam o queijo!"

Presente simples:
- zə panir xorəm.
- "Eu queijo como – Eu como queijo."

Subjuntivo:
- zə ğwāṛəm če panir wəxorəm.
- "Eu quero esse queijo comer" (Eu – forma verbal) – "Eu quero comer queijo."

Presente perfeito:
- mā panir xoṛəlay day.
- "me (Eu-obliquo) queijo comido (masculino – forma singular do verbo) é" – "Eu comi o queijo."

Passado simples:
- mā panir wəxoṛə.
- "me (Eu-obliquo) queijo comi" - "Eu comi o queijo"

Passado perfeito:
- mā panir xoṛəlay wo.
- "me (Eu-obliquo)Queijo comido (forma singular do verbo) era" - "Eu terminei de comer o queijo."

Passado progressivo:
- mā panir xoṛə.
- "me (Eu oblíquo) queijo estava comendo" (masculino-singular forma) – "Eu estava comendo o queijo ou eu costumava comer queijo;"

Pergunta: Stā num tsə day - "Seu nome qual é" – "qual é seu nome?"

## Fonologia

### Vogais
|         | Frontal | Central | Posterior |
| ------- | ------- | ------- | --------- |
| Fechada | i       |         | u         |
| Média   | e       | ə       | o         |
| Aberta  |         | ɑ       |           |

O pastó tem ainda os ditongos /aj/ /əj/ /aw/

### Consoantes
|             | Labial | Dental | Retroflexiva | Pós-alveolar | Palatal | Velar | Uvular | Glotal |
| ----------- | ------ | ------ | ------------ | ------------ | ------- | ----- | ------ | ------ |
| Nasal       | m      | n      | ɳ            |              |         |       |        |        |
| Plosiva     | p b    | t d    | ʈ ɖ          |              |         | k g   | q      | ʔ      |
| Fricativa   | f v    | s z    | ʂ ʐ          | ʃ ʒ          |         | x ɣ   |        | h      |
| Africativa  |        | ts dz  |              | tʃ dʒ        |         |       |        |        |
| Aproximante |        | l      |              |              | j       | w     |        |        |
| Rótica      |        | r      | ɺ̡            |              |         |       |        |        |

Os sons /f/, /q/, /h/ somente existem em palavras de origem estrangeira. Pessoas menos estudadas tendem a usa-los, respectivamente como [p], [k] e sem pronunciae..
A retroflexiva lateral “flap” /ɺ̡/ é pronunciada como retroflexiva aproximante [ɻ] no final de palavras.

## Escrita
Quando da expansão do Islão na Ásia Meridional e Central, o pastó usava uma versão modificada do alfabeto árabe. No século XVII houve polêmico debate, a partir do movimento heterodoxo Roshani escrevia sua literatura de origem persa na escrita nastálica (Naskh). Os seguidores e os Akhund Darweza, que se consideravam a si próprios como defensores da religião contra sincretismos, escreviam num Naskh de forma "arabizada". Assim, com poucas modificações individuais, essa escrita Naskh facilmente adaptavel à escrita mecanizada foi usada do pastó moderno entre os séculos XIX e XX. Mesmo os textos litografados passaram a ser feitos em Naskh, sendo essa a escrita padrão do pastó até agora. Desde 1936 é a língua oficial do Afeganistão, junto com o dari.
O pastó tem muitas letras que não existem em outras versões da escrita árabe. No caso estão as versões “retroflexivas” das consoantes  /t/, /d/, /r/, /n/.  Essas letras são escritas como no árabe padrão são as ta', dal, ra, nun com um diacrítico (pandak, gharwandah ou skarraen) sob as mesmas (um pequeno círculo); Tem também as letras ge e xin (som inicial, semelhante ao "ch" do ich alemão) que se parecem com o ra e o sin do árabe com um diacrítico (ponto) sob as mesmas.
As letras do alfabeto pastó são 44, sendo a escrita da direita para a esquerda. Há letras exclusivas do pastó, algumas das quais são usadas também na língua urdu. Há cinco tipos de “Yaas” na escrita pastó.

## Vocabulário
O pastó tem um antigo legado de palavras oriundas de idiomas vizinhos, como o sânscrito e o árabe. Há ainda vestígios mais antigos do grego antigo[carece de fontes?] e do turco, bem como algo mais recente do inglês.